# Гобрій
Гобрій (кінець VI ст. до н. е. — після 498 до н. е.) — державний та військовий діяч Перської імперії Ахеменідів.

## Життєпис
Походив з роду вождів одного з перських племен. Вже за часів царя Камбіза II мав неабиякий вплив, тому у 522 році до н. е. Отан намагався залучити Гобрія до змови проти царя Бардії, якого вважали самозванцем Гауматою. Після успішного повалення Бардії Гобрія підтримав Дарія, син Віштаспи, на трон Персії. Це було також обумовлено тим, що Дарій був зятем Гобрія.
520 році до н. е. Гобрій очолив війська, що придушили повстання в Еламі проти царя. Доволі швидко переміг еламців на чолі з Атамаїтою. 
У 514 році до н. е. брав участь у скіфському поході Дарія I. Під час нього саме Гобрія розгадав послання скіфського царя, яке містило пересторогу загибелі персів. Потім також Гобрій порадив припинити похід, до чого перський цар дослухався. 
По прибуттю до Персії призначається начальником царських списоносців. Коли постало питання визначення спадкоємця трону, то найбільші права мали онуки Гобрія від його доньки. Втім Дарій I бажав зробити спадкоємцем сина Ксеркса. Для привернення на свій бік Гобрія він наказав зобразити того серед 12 найзнатніших сановників на гробниці Накш-і-Рустам, а сина Мардонія — призначив очільником походу до Фракії і Еллади.
Остання згадка про Гобрія відноситься до 498 року до н. е.

## Родина
- донька, дружина царя Дарія I
- Мардоній, військовик